# Grafschaft (Valais)
Pour les articles homonymes, voir Grafschaft.
Grafschaft est une ancienne commune suisse du canton du Valais, située dans le district de Conches.

## Histoire
La commune est le résultat de la fusion, le 1er octobre 2000, des trois anciennes communes de Biel, Ritzingen et Selkingen.
La commune fusionne le 1er janvier 2017 avec les communes de Blitzingen, de Münster-Geschinen, de Niederwald et de Reckingen-Gluringen pour former la commune de Goms.